# Канадская академия искусства и науки звукозаписи
Канадская академия искусства и науки звукозаписи (англ. Canadian Academy of Recording Arts and Sciences; CARAS) — музыкальная академия Канады, основанная в 1975 году и вручающая премии Juno Awards. Также занимается музыкальным образованием, поддержкой канадских исполнителей, студентов и преподавателей музыки (через систему грантов) и избирает новых членов в «Зал славы канадской музыки» (англ. Canadian Music Hall of Fame).

## История
Представители музыкальной индустрии Канады в 1974 году решили сформировать специальный оргкомитет для проведения церемонии вручения музыкальной премии «Джуно». Эта организация взяла на себя полное управление Juno Awards в 1975 году, когда её название первоначально звучало как «Canadian Music Awards Association» и с 1977 года она стала называться Canadian Academy of Recording Arts and Sciences (CARAS).   Первый телеэфир этой церемонии вручения музыкальных наград «Джуно» транслировался на всю  Канаду в 1975 году (1975 по каналу CBC Television.
В 1978 году музыкальная академия CARAS создала свой «Зал Славы Канадской музыки» (англ. Canadian Music Hall of Fame), и Оскар Питерсон вместе Guy LOMBARDO стали первыми исполнителями, которые были введены в него за свой вклад в музыкальную культуру Канады. 

## Администрация
- Президент — Melanie Berry (President & CEO) с 2008.[6]

- Адрес — 345 Adelaide Street West, 2nd Floor, Торонто, Онтарио, M5V 1R5, Канада

## Региональные подразделения
В различных канадских регионах действуют:
- Альберта — Alberta Music Industry Association
- Британская Колумбия — Music BC
- Манитоба — Manitoba Music
- Онтарио (Northern Ontario) — Music and Film in Motion
- Новая Шотландия — Music Nova Scotia
- Нью-Брансуик — Music NB
- Ньюфаундленд и Лабрадор — Music Newfoundland & Labrador
- Остров Принца Эдуарда — Music PEI
- Саскачеван — Saskatchewan Recording Industry Association
- Северо-Западные территории — Music NWT
- Юкон — Music Yukon